# جمعية اللسانيات في باريس
جمعية اللسانيات في باريس Société de Linguistique de Paris (تأسست عام 1864) وهي المؤسسة المحررة لـ (BSL (Bulletin de la Société de Linguistique) الـمجلة البحثية الرائدة في اللسانيات، كما تتضمن اجتماعاً يحدث سبع مرات في السنة يتضمن جلسات مناقشة.
كل يناير، المجموعة تتبنى يوماً دراسياً تخصصه لموضوع معين. في عام 1997، تم تنظيم المجلس الدولي للسانيات Congrès International des Linguistes في باريس.

## التاريخ
جمعية اللسانيات في باريس هي في الأصل دائرة نقاش ظهرت في عام 1863 بين الكاثوليك ومؤيدي الملكية. وأدرجت بكونها مؤسسة مختصة باللغويات عام 1864. في عام 1866، أصبح اميل ايغر (Émile Egger) يصبح رئيساً للجمعية؛ وكان معه لغويون مقارنون مثل ميشيل بريال (Michel Breal) وغاستون باريس (Gaston Paris), جاستون باريس. في نفس السنة دعى فيكتور دوروي (Victor Duruy) إلى توجيه نشاط الجمعية الجديدة التأسيس لتبني قوانين معينة. هذه القوانين جعلت توجه الجمعية يحذو نحو «دراسة اللغات، الأساطير، التقاليد، العادات، الوثائق، التي يمكن أن تسلط الضوء على علم الإثنوغرافيا» ; المادة 2 تنص على أن «الجمعية لا تقبل أي رسالة تتعلق بأصول اللغات ونشوء اللغات».
في عام 1868، أصبح ميشال بريال أصبح رئيساً للجمعية وشجع العديد من اللغويين المقارنين المختصين بالدراسات اليونانية في فرنسا على الانضمام وكان يدعم الدراسات اليونانية بشكل زائد. مما أدى بمعظم أعضاء الجمعية المؤسسين إلى الانسحاب وتأسيس جمعية موازية وهي جمعية الفلسفة (la Société de philologie) في 1869. بدأت الجمعية بالنشر في عام 1974. وفي عام 1874 طلبت وزارة التعليم من الجمعية إعادة النظر في مادتها الثانية مهددةً اياها بسحب الاعتراف.
في العقود التالية جرت مناقشات بين اللغويين مثل لويس هافيت الذي درس اللاتينية، ثم في العقد الأول من القرن العشرين، اللغوي أنطوان مييليت والكاتب روبرت غاوثيوت وآخرين. بعد نهاية الحرب العالمية الأولى، أنطوان مييليت أعاد الترتيب الجزئي لجمعية اللسانيات، وإعطاء المزيد من الأهمية إلى نشرة جمعية اللغويات، والتي تتضمن مقالات منشورة حتى الآن بإسمه. توفي مييليت في عام 1936، الحرب العالمية الثانية أدت إلى انقطاع أنشطة الجمعية بين عامي 1940 و 1944.
الجمعية استأنفت أنشطتها في عام 1945 مع أوائل الرؤساء فرناند موسييه في عام 1945 وبيير شانتراين في 1946. هذه السنوات هي التي تميزت بأعمال اللغويين مثل ايميل بينفينيست Emile Benveniste واندري مارتينيت André Martinet.

## وصلات خارجية
- http://www.slp-paris.com/